# Frontera entre Colombia y Panamá
La frontera entre Colombia y Panamá es un límite internacional continuo de 266 kilómetros de longitud que separa a Colombia y a Panamá. La frontera en su estado actual está demarcada por el Tratado Vélez-Victoria de 1924. 

## Historia

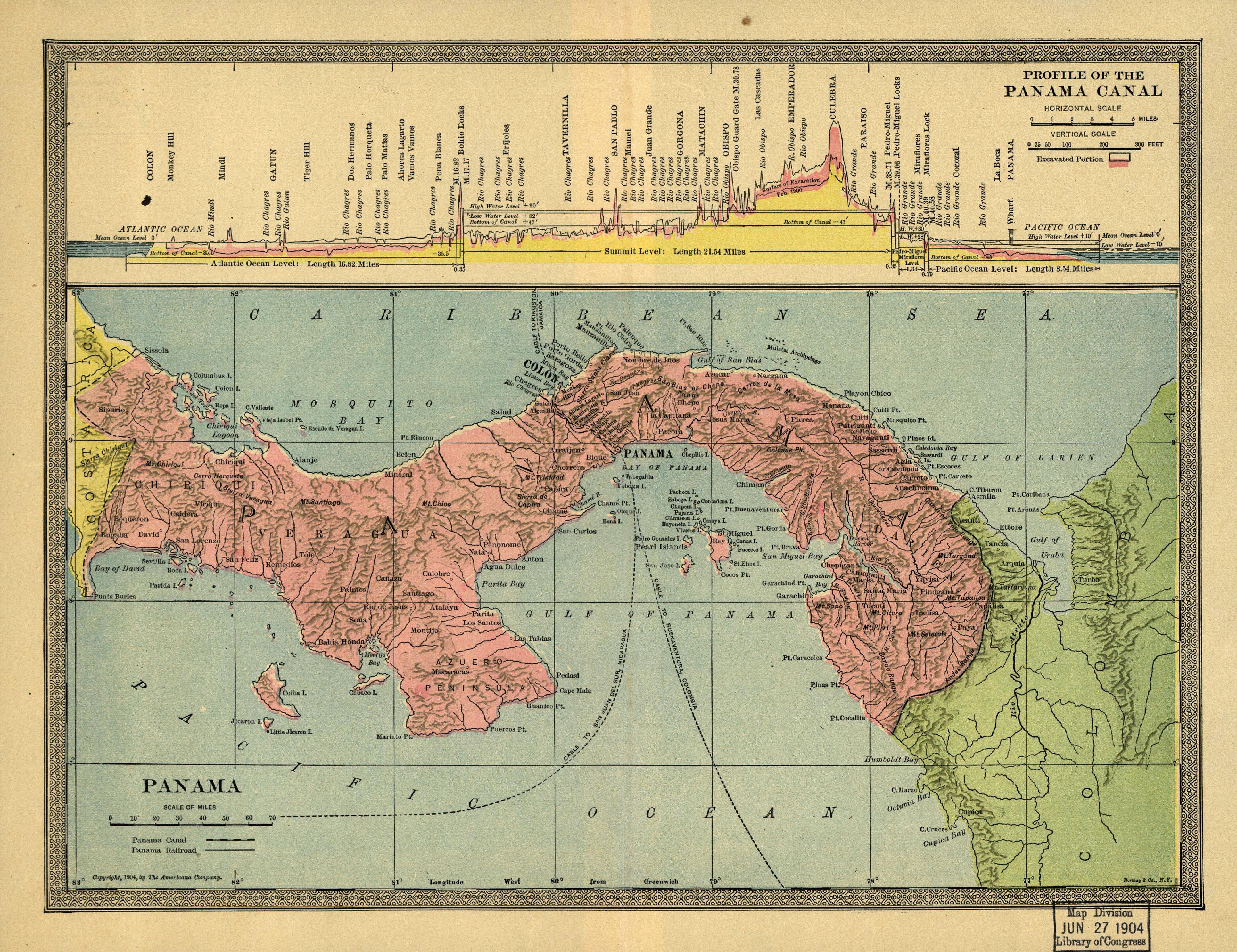
Fronteras de Panamá en 1904

Antiguamente, como frontera regional fue creada inicialmente en 1508 tras decreto real, para separar a las gobernaciones coloniales de Castilla de Oro y Nueva Andalucía, usando al río Atrato como límite entre ambas gobernaciones.
El límite actual está regulado por el Tratado Victoria-Vélez, firmado en Bogotá el 20 de agosto de 1924 por el enviado extraordinario y Ministro Plenipotenciario de Panamá y Colombia, Nicolás Victoria; y por el ministro de Relaciones Exteriores de Colombia, Jorge Vélez. Este tratado está inscrito oficialmente en el Registro N.º 814 de Tratados de la Sociedad de Naciones, el 17 de agosto de 1925. La frontera fue tomada sobre la base de la misma de la ley colombiana del 9 de junio de 1855.

## Descripción de la frontera
La frontera entre ambos países consiste de un gran arco, cóncavo hacia la zona panameña y de una longitud total de 266 kilómetros. Esta frontera es de tipo mixta, es decir que usa elementos naturales y geométricos; desde el Pacífico hasta los Altos de Aspavé se proyecta una línea recta de 28 kilómetros que corresponden a la frontera geométrica; y los 238 kilómetros restantes desde Altos de Aspavé hasta el mar Caribe corresponden a una frontera natural.
Está demarcada con 14 hitos: dos de ellos (el primero y el cuarto) son de primera clase y los restantes, de segunda clase. Cada hito está hecho de concreto armado, con forma y tamaño diferente según su clase, y cada hito posee tres placas de bronce: una con el escudo de Panamá y con la palabra "PANAMÁ"; la segunda con el escudo de Colombia y la palabra "COLOMBIA", y la tercera con las coordenadas geográficas del hito. El amojonamiento se realizó entre los años de 1935 y 1938.

### Terrestre
- Hito 1 (Hito de la Punta Noroeste del Cabo Tiburón): El cabo Tiburón es el punto inicial de la frontera en el lado caribeño (77º21’50’’ O 8º41’7,3’’ N), localizado a 81 metros sobre el nivel del mar. Desde este punto sigue una línea que divide las aguas hasta el siguiente hito.

- Hito 2 (Hito del Cerro Medio): Localizado en la separación de aguas entre la bahía de Zapzurro, en Colombia, y la bahía de la Miel, en Panamá (77º21’28,1’’ O 8º40’45’’ N), a 151,4 metros sobre el nivel del mar. Desde este punto sigue la línea que divide las aguas hasta el siguiente hito.

- Hito 3 (Hito del Camino Zapzurro-La Miel): (77º21’46,8’’ O 8º41’17,7’’ N), a 77,4 metros de altura. Prosigue por el filo de la cordillera hasta el siguiente hito.

- Hito 4 (Hito del Cerro Parado): Localizado entre la separación de aguas de la Quebrada Capurganá, en Colombia, y del Río de la Miel, en Panamá (77º21’30,7’’ O 8º38’58.9’’ N), a 373,3 metros sobre el nivel del mar. Prosigue por la línea que separa las aguas hasta el siguiente hito.

- Hito 5 (Hito del Cerro Sande): (77º22’26,5’’ O 8º39’8,4’’ N), a 442 metros de altura. Prosigue por la línea divisora de aguas entre el río Chucurtí y el río Agandí hasta el siguiente hito.

- Hito 6 (Hito de Chucurtí): Situado entre la división de aguas del río Armila y el río Acandí (77º23’44,2’’O 8º36’38,8’’ N), a 169,5 metros de altura. Desde este hito continúa por la línea divisoria de aguas hasta al alcanzar el siguiente hito.

- Hito 7 (Hito del Empalme): Como su nombre dice, la frontera se empalma con la Serranía del Darién. Desde este hito hasta el hito #1 conforma la frontera entre la comarca indígena de Kuna Yala, en Panamá, con el departamento de Chocó en Colombia (77º26’03,4’’ O 8º33’50’’ N). Se encuentra a 732 metros de altura. Desde este hito se continúa por la línea divisoria de la serranía hasta el siguiente hito.

- Hito 8 (Hito del Cerro Gandí): (77º27’1’’ O 8º30’58,6’’ N), a 1.160 metros de altura. Desde este punto se recorre la línea divisoria de aguas de Altos de Puna, en la Serranía del Darién hasta el siguiente hito.

- Hito 9 (Hito de Tanela): (77º17’33’’ O 8º13’29,6’’ N), a 1.415 metros sobre el nivel del mar. Desde este hito se continúa por la línea de división de aguas entre las cabeceras de los afluentes del río Tuira, en Panamá, y las cabeceras de los afluentes del río Atrato, en Colombia; hasta el siguiente hito.

- Hito 10 (Hito del Alto Limón): (77º9’24,1’’ O 7º58’17’’ N), a 605 metros de altura. Es el punto más oriental de Panamá. Desde este punto se continúa por la línea divisoria de aguas entre las cabeceras de los afluentes del río Tuira, y las cabeceras de los afluentes del río Atrato, hasta el siguiente hito.

- Hito 11 (Hito del Palo de Letras): Está situado en el camino que une el pueblo de Paya, en Darién; con Bocas de Tulé, en la confluencia de los ríos Tulé y Cacarica, en Colombia (77º20’40’’ O 7º50’45,9’’ N). Está a 155 metros de altura. Continúa por la línea de división de aguas entre los afluentes de los ríos Tuira y Atrato y asciende por Altos de Quía hasta el siguiente hito.

- Hito 12 (Hito de Mangle): Localizado en la línea divisoria de aguas entre las vertientes orientales del río Montorodó (afluente del río Salaquí), en Colombia; y el río Guayabo (afluente del río Mangle), en Panamá (77º35’39,8’’ O 7º32’12,4’’ N). Localizado a 470 metros sobre el nivel del mar. Desde este punto sigue la línea divisoria de aguas rodeando la cuenca del río Salaquí (proyectándose la frontera de forma cóncava hacia Colombia) entre la línea divisoria de aguas entre el río Juradó (en Colombia) y el río Balsas (en Panamá) hasta el siguiente hito.

- Hito 13 (Hito del Cruce): Situado en la línea divisoria de aguas del río Juradó y de la quebrada Balsitas, afluente del río Balsas (77º44’5,5’’ O 7º28’25,5’’ N), a 250 metros de altura. Desde este hito continúa por la línea divisoria de aguas entre los ríos Juradó y Balsas hasta Altos de Aspavé, lugar donde la separación de aguas es cortado por el meridiano 77º47’33’’ O, y desde este punto la frontera se proyecta en una línea recta hasta el siguiente hito.

- Hito 14 (Hito del Pacífico): Localizado en un punto de la costa del Océano Pacífico, equidistante entre la Punta Cocalito, en Panamá, y Punta Ardita, en Colombia (77º53’20,9’’ O 7º12’39,3’’ N)

### Marítimo
Las fronteras marítimas en ambos océanos se delimitaron por medio del tratado Liévano-Boyd firmado el 20 de noviembre de 1976 a través de los Ministros de Relaciones Exteriores de Colombia, Indalecio Liévano Aguirre, y Panamá, Aquilino Boyd. El tratado delimita la parte correspondiente al mar Caribe como sigue:
- La línea media en la que todos los puntos son equidistantes de los puntos más cercanos a las líneas de base, desde donde cada nación mide la anchura de su mar territorial, desde el punto en el que la frontera terrestre toca el mar en el cabo Tiburón (08°41′7.3″N 77°21′50.9″O / 8.685361, -77.364139) hasta el punto situado a 12°30′00″N 78°00′00″O / 12.50000, -78.00000.
- Comenzando por el punto situado a 12°30′00″N 78°00′00″O / 12.50000, -78.00000, la delimitación de las áreas marinas y submarinas que pertenecen a cada una de las dos naciones consiste en una serie de líneas rectas, hasta el punto de coordenadas 11°00′00″N 81°15′00″O / 11.00000, -81.25000, donde comienzan los límites con Costa Rica.

El límite marítimo consiste de los siguientes puntos:
1. 08°41′7.3″N 77°21′50.9″O / 8.685361, -77.364139
2. 09°09′00″N 77°13′00″O / 9.15000, -77.21667
3. 09°27′00″N 77°03′00″O / 9.45000, -77.05000
4. 10°28′00″N 77°15′00″O / 10.46667, -77.25000
5. 11°27′00″N 77°34′00″O / 11.45000, -77.56667
6. 12°00′00″N 77°43′00″O / 12.00000, -77.71667
7. 12°19′00″N 77°49′00″O / 12.31667, -77.81667
8. 12°30′00″N 78°00′00″O / 12.50000, -78.00000
9. 12°30′00″N 79°00′00″O / 12.50000, -79.00000
10. 11°50′00″N 79°00′00″O / 11.83333, -79.00000
11. 11°50′00″N 80°00′00″O / 11.83333, -80.00000
12. 11°00′00″N 80°00′00″O / 11.00000, -80.00000
13. 11°00′00″N 81°15′00″O / 11.00000, -81.25000

La delimitación correspondiente al océano Pacífico es:
- Desde el punto medio entre las puntas Cocalito y Ardita, de coordenadas 07°12′39.3″N 77°53′20.9″O / 7.210917, -77.889139, punto donde termina la frontera terrestre entre ambas naciones, hasta el punto ubicado en las coordenadas 05°00′00″N 79°52′00″O / 5.00000, -79.86667. En este punto termina la línea media en la que todos los puntos son equidistantes de los puntos más cercanos a las líneas de base, desde donde cada nación mide la anchura de su mar territorial.
- Comenzando del punto ubicado en las coordenadas 05°00′00″N 79°52′00″O / 5.00000, -79.86667 se sigue por su paralelo hasta el punto de coordenadas 05°00′00″N 84°19′00″O / 5.00000, -84.31667, donde comienza la delimitación con Costa Rica.

La frontera está demarcada por los siguientes puntos:
1. 07°12′39.3″N 77°53′20.9″O / 7.210917, -77.889139
2. 06°44′00″N 78°18′00″O / 6.73333, -78.30000
3. 06°28′00″N 78°47′00″O / 6.46667, -78.78333
4. 06°16′00″N 79°03′00″O / 6.26667, -79.05000
5. 06°00′00″N 79°14′00″O / 6.00000, -79.23333
6. 05°00′00″N 79°52′00″O / 5.00000, -79.86667
7. 05°00′00″N 84°19′00″O / 5.00000, -84.31667

## Características
Esta frontera posee un ambiente hostil de selvas tropicales, ya que se encuentra en el corazón del Tapón del Darién. No existe ningún camino para llegar a la frontera, ya que falta un tramo de la Carretera Panamericana por construir entre Panamá y Colombia. Los únicos poblados fronterizos son La Miel, en Panamá, y Sapzurro, en Colombia; ambas en la costa caribeña. 
Al no haber población significativa y medios de transporte importantes en la zona fronteriza, el comercio terrestre entre los dos países es prácticamente nulo.

## Ciudades fronterizas
Colombia:
- Sapzurro, Capurganá, Acandí, Unguía, Salaquí, Punta Ardita.

 Panamá:
- Puerto Obaldía, Unión Chocó, Yaviza, Boca de Cupe, Púcuro, Río Viejo, El Guayabo, Punta Cocalito.